# Aleksandr Panov
Aleksandr Vladimirovich Panov - em russo, Александр Владимирович Панов (Kolpino, 21 de setembro de 1975) é um ex-futebolista russo. Jogava como atacante.
Por sua velocidade, recebeu o apelido de "Foguete de Kolpino".

## Carreira
Em 17 anos como profissional, Panov destacou-se atuando pelo Zenit, onde chegou em 1993 para defender o time B. Promovido ao elenco principal em 1994, disputou 123 partidas pelo Campeonato Russo e fez 29 gols. Ele ainda jogou por 3 clubes chamados Dínamo:no de Vologda, foram 3 jogos, enquanto que nos representantes de Moscou e São Petersburgo, atuou em 24 e 39 partidas, respectivamente. Em 1995, teve uma passagem pelo futebol chinês, atuando pelo Shanghai Baosteel (12 jogos e 19 gols).
Jogou ainda 15 vezes e fez um gol pelo Saint-Étienne antes de sofrer uma séria lesão, e fora dos planos dos Verts, foi emprestado ao Lausanne Sports (4 partidas). Em 2007, ainda sob contrato com o Zenit, defendeu o Torpedo Moscou por empréstimo durante 25 partidas, tendo balançado as redes 8 vezes antes de se aposentar pela primeira vez.
Panov ainda chegou a retornar aos gramados em 2010, também pelo Torpedo Moscou, disputando 8 partidas e fazendo 2 gols, encerrando em definitivo sua carreira aos 34 anos.

## Seleção Russa
Panov fez a sua estreia pela Seleção Russa em novembro de 1998, quando enfrentou o Brasil num amistoso realizado no estádio Castelão, em Fortaleza (vitória brasileira por 5 a 1). Seu momento mais famoso pelo Exército Vermelho foi o jogo contra a França, onde fez 2 gols na vitória por 3 a 2, pelas eliminatórias da Eurocopa de 2000. A Rússia, no entanto, ficou de fora do torneio.
O atacante não foi lembrado por Oleg Romantsev para disputar a Copa de 2002, e só voltaria a jogar pela seleção em 2004, num amistoso contra a Áustria, que terminou sem gols. Este foi, também, o último dos 17 jogos de Panov pela Rússia - ele chegou a figurar na lista de pré-convocados para a Eurocopa de 2004, mas foi excluído por Georgiy Yartsev (que posteriormente seria o seu técnico no Torpedo Moscou, em 2007) da convocação definitiva.

## Títulos
Zenit St. Petersburg
- Copa da Rússia: 1 (1999)

Torpedo Moscou
- Terceira Divisão Russa (Zona Central): 1 (2010)

### Individuais
- Artilheiro da Segunda Divisão Russa: 2003 (23 gols)
- Jogador do ano da Segunda Divisão Russa: 2003[1]